# William Wisher Jr.
William H. Wisher Jr. (très souvent crédité comme William Wisher) est un scénariste et producteur américain.

## Filmographie

### Cinéma

#### Scénariste
- 1984 : Terminator (dialogues)
- 1991 : Terminator 2 : Le Jugement dernier
- 1995 : Judge Dredd
- 1999 : Le 13e Guerrier
- 2004 : L'Exorciste : Au commencement
- 2005 : Dominion: Prequel to the Exorcist
- 2016 : I.T.

#### Acteur
- 1978 : Xenogenesis : Raj
- 1984 : Terminator : Un policier assommé par le T-800 (caméo)
- 1989 : Abyss
- 1991 : Terminator 2 : Le Jugement dernier Un homme dans la rue (caméo) (non crédité)

#### Producteur
- 2007 : Die Hard 4 : Retour en enfer

## Distinctions

### Récompenses
- Prix Hugo :
  - Meilleur film 1992 (Terminator 2 : Le Jugement dernier)

### Nominations
- Saturn Award :
  - Saturn Award du meilleur scénario 1992 (Terminator 2 : Le Jugement dernier)